# Theophiel Verbist

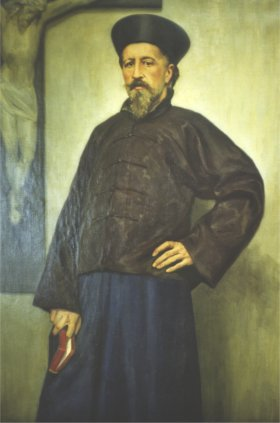
Theophiel Verbist

Theophiel Verbist (Antwerpen, 12 juni 1823 – Lao-Hu-Kou (Mongolië), 23 februari 1868) was een Belgisch diocesaan priester die de Congregatie van het Onbevlekt Hart van Maria in 1862 in Scheut, een gehucht van Anderlecht, heeft opgericht.
De ouders van Theophiel waren Guillaume Verbist (° Antwerpen, 20 augustus 1787) en Catherina Antonia Troch (° Dendermonde, 1797). Theophiel en zijn tweelingbroer Edmond werden op 12 juni 1823 geboren. Een plaat op de gevel markeert hun geboortehuis op de Paardenmarkt 72. Ze liepen school bij de Jezuïeten in Antwerpen en daarna humaniora op het kleinseminarie te Mechelen. Theophiel werd priester gewijd op 18 september 1847 door Kardinaal Sterckx.
Verbist werd getroffen door berichten over de armoede in het Chinese binnenland en raakte in de ban van het enorme 'Middenrijk'. In 1865 ruilde hij met drie vrienden priesters het vertrouwde Vlaanderen voor het uitgestrekte en ijskoude Binnen-Mongolië, een provincie in het noorden van China. Hij was vergezeld van de Belgen Aloïs Van Segvelt (1826-1867) en Frans Vranckx (1830-1911) en de Nederlander Ferdinand Hamer (1840-1900). Het bekendst werd misschien de lekenhelper die Verbist meenam, Paul Splingaerd. De stichter van de scheutistenorde stierf drie jaar later, op 44-jarige leeftijd in het Chinese Lao-Hu-Kou aan de gevolgen van vlektyfus. 
In mei 1931 werd zijn stoffelijk overschot plechtig gerepatrieerd naar Anderlecht en in een mausoleum in een zijkapel van de toenmalige CICM-kerk in Scheut geplaatst. Het mausoleum omvat een groot bronzen beeld van Verbist in Chinese kleed, geknield met open armen, voor de aardbol, gemaakt door de beeldhouwer Aloïs De Beule. Toen de CICM-kerk in Scheut in 1974 werd gesloopt, werd de Chinese kist van Verbist bijgezet in de crypte van de nieuwe kapel en het bronzen beeld in de tuin geplaatst.